# Mine Bracemac-McLeod
La mine Bracemac-McLeod, aussi connue comme la Mine Matagami, est une mine souterraine de zinc et de cuivre, située à 10 kilomètres de la ville de Matagami, dans le Nord-du-Québec. Le gisement exploité depuis 2013, fait partie de l’ensemble du camp minier de Matagami. La mine appartenant à la société Glencore ferme ses portes en juin 2022.

## Historique
Le camp minier de Matagami voit le jour en 1963, près du lac Matagami. La Mattagami Lake Mine est la première à y exploiter les ressources du sous-sol, et engendre la naissance d’une « ville de compagnie », Matagami. La mine maintient son exploitation jusqu’en 1988. Au cours des années suivantes, une douzaine de mines exploitent le sous-sol du camp minier. En septembre 2008, la mine Persévérance de Xstrata y ouvre ses portes, assurant plus de 200 emplois jusqu’en 2012.

## Exploitation
Le projet Bracemac-McLeod est lancé en 2010 par Xstrata, appartenant alors à la minière Falconbridge. La mine entre en opération en mai 2013, prennant le relais de la mine Persévérance, épuisée, qui ferme ses portes un mois plus tard. Cette même année, Xstrata fusionne avec la minière Glencore. Dès 2015, la minière estime la fin de l’exploitation du gisement de cuivre et de zinc à 2018. La mine, épuisée, ferme finalement ses portes le 30 juin 2022.